# روبرتو غارسيس
روبرتو غارسيس هو لاعب كرة قدم إكوادوري في مركز الوسط، ولد في 7 يونيو 1993 في كيتو في الإكوادور. لعب مع نادي أوكاس.

## وصلات خارجية
- روبرتو غارسيس على موقع قاعدة بيانات كرة القدم.إي يو (الإنجليزية)
- روبرتو غارسيس على موقع Soccerway.com (الإنجليزية)
- روبرتو غارسيس على موقع عالم كرة القدم.نت (الإنجليزية)